# Логутенко, Алексей Николаевич
Алексей Николаевич Логутенко (род. 21 мая 1976, Новосибирск) — российский хоккеист, нападающий.

## Биография
Воспитанник новосибирского хоккея. Выступал за «Сибирь» Новосибирск (1993/94 — 1997/98; 93 матча в четырёх сезонах МХЛ и Суперлиги), «Сибирь-2» (1994/95, 1996/97 — 1997/98, 1999/2000), «Рубин» Тюмень (1999/2000), «Рубин-2» (1999/2000 — 2000/01), «Вымпел» Междуреченск (2001/02 — 2003/04), «Газовик-Старт» (Ялуторовск, 2004/05).
Судья в Лиге любительского хоккея Новосибирска.
В мае 2025 года с женой Маргаритой Логутенко учредил АНО «Детская хоккейная суперлига».